# Черняково (Тотемський район)
Черняко́во (рос. Черняково) — присілок у складі Тотемського району Вологодської області, Росія. Входить до складу П'ятовського сільського поселення.

## Населення
Населення — 301 особа (2010; 328 у 2002).
Національний склад (станом на 2002 рік):
- росіяни — 98 %